# (3171) Wangshouguan
(3171) Wangshouguan (1979 WO) – planetoida z grupy pasa głównego asteroid okrążająca Słońce w ciągu 5,69 lat w średniej odległości 3,19 au. Odkryta 19 listopada 1979 roku.